# Барсов, Леонид Васильевич
Леони́д Васи́льевич Ба́рсов (1850 — 1930) — русский судебный деятель, сенатор, член Государственного совета по назначению. Тайный советник.

## Биография
Родился 23 апреля (5 мая) 1850 года — сын протоиерея Василия Ивановича Барсова (1817—1896), настоятеля Знаменской церкви в Санкт-Петербурге, в 1882 году возведённого в потомственное дворянство.
Окончил Санкт-Петербургскую 6-ю гимназию с серебряной медалью (1867) и Императорский Санкт-Петербургский университет со степенью кандидата прав (1871). По окончании университета поступил на службу кандидатом на судебные должности при прокуроре Санкт-Петербургского окружного суда.
В 1872 году был назначен помощником секретаря Петербургского окружного суда, а в следующем году — исполняющим должность судебного следователя 1-го участка Кирилловского уезда. Затем последовательно занимал должности: судебного следователя 2-го участка Череповецкого уезда, судебного следователя 4-го участка Санкт-Петербургского уезда, члена Петербургского окружного суда (1882—1894), товарища председателя Петербургского окружного суда (1894—1900), члена Санкт-Петербургской судебной палаты (1900—1902), председателя Орловского окружного суда (1902—1904), председателя департамента Харьковской судебной палаты (1904—1906) и председателя Петербургской судебной палаты (1906—1909); с 1 января 1901 года — действительный статский советник.
В течение многих лет входил в комитет эмеритальной кассы Министерства юстиции, сначала по избранию от окружного суда, а затем от палаты. Был председателем правления ссудо-сберегательной кассы служащих в Санкт-Петербургских судебных установлениях, а также учредителем и председателем экономического общества членов судебного ведомства. По приглашению министра юстиции Н. В. Муравьева, состоял членом комиссии по пересмотру судебных уставов Александра II.
Занимался и общественной деятельностью. Избирался гласным Санкт-Петербургской городской думы (1898—1902), участвовал в работе многих комиссий, в том числе комиссии по народному образованию. По избранию думы состоял гласным Санкт-Петербургского губернского земского собрания и почётным мировым судьей города Санкт-Петербурга. Владел благоприобретенной дачей в имении графа Левашова в Санкт-Петербургском уезде.
Был назначен сенатором, присутствующим в гражданском кассационном департаменте Сената, с производством в тайные советники 9 июня 1909 года; в 1912 году — секретарь департамента. По инициативе И. Г. Щегловитова 1 января 1917 года был назначен членом Государственного совета. Входил в правую группу, но 1 мая того же года был оставлен за штатом, а по упразднении Государственного совета большевиками 14 декабря 1917 года — уволен от службы.
С 14 августа 1918 года сменил свою жену в качестве председателя правления Товарищества писчебумажных фабрик наследников К. П. Печаткина.
Скончался в 1930 году в Ленинграде. Похоронен на Смоленском православном кладбище.

## Семья
Был женат на Евгении Константиновне Печаткиной (1858—?), дочери инженера-технолога К. П. Печаткина, бывшей председателем правления Товарищества писчебумажных фабрик наследников К. П. Печаткина и владелицей имения Муравейно Лужского уезда. Усыновленный сын:
- Алексей (1894—1970), воспитанник гимназии Карла Мая, затем студент Петроградского политехнического института. Инженер-механик, в 1950—1970 гг. — инженер по оборудованию отдела снабжения управления газового хозяйства «Ленгаз». Похоронен в Зеленогорске.

## Награды
- Орден Святой Анны 2-й ст. (1896)
- Орден Святого Владимира 3-й ст. (1904)
- Орден Святого Станислава 1-й ст. (1.1.1906)
- Орден Святой Анны 1-й ст. (1.1.1909)
- Орден Святого Владимира 2-й ст. (25.3.1912)
- Орден Белого Орла (20.11.1914)

- медаль «В память царствования императора Александра III»
- медаль «В память 300-летия царствования дома Романовых» (1913)